# Zenit de San Petersburgo
El Zenit de San Petersburgo (en ruso: Футбольный клуб Зенит, y oficialmente Futbolny Klub Zenit) es un club de fútbol ruso con sede en la ciudad de San Petersburgo. Fue fundado en 1925 y juega en la Liga Premier de Rusia, la primera división del fútbol ruso. El club disputa sus partidos como local en el Estadio Krestovski.
El equipo fue fundado en 1925 sobre la base de varios equipos de la ciudad de Leningrado y no fue hasta 1936 que adoptó el nombre de Zenit Leningrado, haciendo al equipo formar parte de la sociedad deportiva Zenit. El Zenit ganó su primer título en 1944, cuando se hizo con la Copa de la Unión Soviética y en 1984 se proclamó campeón de la Liga Premier de Rusia. El club alcanzó sus mejores resultados hasta la fecha a finales de los años 2000, cuando ganó tres Ligas rusas, la Copa de la UEFA y la Supercopa de Europa de 2008. En 2005, la empresa estatal Gazprom pasó a ser accionista mayoritario del club ruso.
Los colores tradicionales del club son el azul, el celeste y el blanco. De hecho, su uniforme en el primer campeonato soviético fue el azul acero y blanco, los propios de la sociedad deportiva Zenit, el equipo de los trabajadores de la industria armamentística de Leningrado. Su escudo, salvo en su etapa como Stálinets, apenas ha sufrido variaciones a lo largo de su historia y simplemente consta de la palabra «Zenit» estilizada en caracteres cirílicos. El Zenit ha disputado sus partidos históricamente en el Estadio S.M. Kirov en la Isla Krestovsky, pero también ha utilizado en diversos períodos el Estadio Petrovsky, que es su estadio desde 2006. El Zenit inauguró en 2017 su propio estadio, que cuenta con 69 000 espectadores y estará nuevamente situado en la Isla Krestovsky.

## Historia

### Orígenes
La historia del Zenit está estrechamente conectada con la historia política de San Petersburgo (conocida en distintos periodos como Petrogrado y Leningrado). En 1897 se celebró el primer partido de fútbol en Rusia, en San Petersburgo, en la isla Vasilievsky, un partido no oficial entre el equipo local inglés del Ostrov y el equipo local ruso del Petrogrado, en el que los primeros ganaron 6–0. Los jugadores de los equipos locales eran aficionados y libremente asociados entre sí. Al mismo tiempo, se fundaron varios clubes formales de fútbol en San Petersburgo, principalmente en torno a las grandes empresas industriales. La membresía de los jugadores no era oficial y algo flexible, ya que, incluso, se permitía que los mismos jugadores jugasen en varios equipos diferentes durante la misma temporada.

### Formación del Zenit (1914–1924)
El equipo original de Zenit se deriva de varios equipos de fútbol que cambiaron los nombres y los propietarios muchas veces durante la era soviética después de la Revolución de 1917. Las poderosas fuerzas políticas manipularon las carreras de los jugadores individuales, así como el destino de todo el equipo. El club fue rebautizado varias veces, y sus propietarios y dirigentes estuvieron bajo presión política muchas décadas.
Los orígenes del Zenit se remontan a principios del siglo XX, a varios equipos predecesores en San Petersburgo que estaban jugando a nivel local. El antecesor documentado más antiguo del Zenit fue el equipo Murzinka, fundado en 1914, que jugó en el mismo estadio Obukhovsky desde 1914 hasta 1924, cuando el equipo se convirtió en el Bolshevik (el nuevo nombre para la industria Obukhovsky y su estadio). El equipo y el estadio sobrevivieron al drama de la Primera Guerra Mundial, la revolución bolchevique de 1917 y la guerra civil rusa de 1918-1922.
El 25 de mayo de 1925 se formó otro equipo predecesor de Zenit, el de los trabajadores de la Leningradsky Metallichesky Zavod (Planta de metal de Leningrado), cuyo equipo fue llamado Stalinets (literalmente «estalinistas», pero también podría derivar de stal, que significa «acero»). Los historiadores documentan que ambos equipos predecesores del Zenit estaban jugando de manera independiente hasta su fusión oficial al final de 1939. El Stalinets no fue el mismo equipo llamado Zenit que participó en el campeonato de liga soviético de 1938.
No obstante, la fecha de fundación del Zenit ha sido objeto de debate durante la historia del club y ha necesitado de reuniones de historiadores que han presentado sus diferentes teorías. En junio de 1999, el entonces presidente del Zenit, Vitali Mutkó, promovió la creación de una comisión formada por veteranos de fútbol de Leningrado, representantes del club e historiadores rusos. El historiador Yuri Lukosyak ya había renunciado a la versión de sucesión del Zenit en el Murzinka y ofreció cinco opciones para la discusión de fundación del club: 1914, 1931, 1936, 1938 y 1939. Sin embargo, el 31 de mayo de 2000, la comisión decidió que la fecha de la fundación del Zenit era el 25 de mayo de 1925, decisión que no contó con el apoyo de Lukosyak.

### Período soviético (1925–1991)
El Stalinets comenzó en el grupo "B", la segunda división, del campeonato nacional soviético de 1936, con uniforme azul acero y blanco. El primer partido se jugó el 27 de mayo de 1936 contra el Dynamo Dnipropetrovsk en Dnipropetrovsk y el partido terminó con empate a un gol. Alexey Larionov anotó el histórico gol. En 1938, tras una reestructuración de la Primera División soviética que pasó a contar con 24 equipos, el Stalinets logró el ascenso a la máxima competición. El debut del Stalinets en primera división se celebró el 12 de mayo de 1938 contra el Stakhanovets —actual Shakhtar— en Donetsk. Los leningradenses fueron perdiendo por dos goles a cero, empató gracias a un doblete de Boris Sorokin. El equipo acabó en 14.ª posición al final de la temporada.
El nombre actual del FC Zenit se registró en 1936, ya que el Bolshevik se convirtió en parte de la sociedad deportiva Zenit y fue renombrado Zenit tres años antes de que el Stalinets se fusionaran en ella. En 1939, como resultado de la reorganización masiva de la gestión en la Leningradsky Metallichesky Zavod durante el gobierno de Iósif Stalin, la planta se convirtió en parte de la industria militar y sus equipos deportivos, los jugadores y los directivos fueron trasladados a la sociedad deportiva Zenit. El FC Zenit recibió la orden de tomar como miembros del equipo a los de los trabajadores metalúrgicos del Stalinets después del final de la temporada 1939 y los dos equipos se fusionaron en el actual Zenit.
Con el comienzo de la Segunda Guerra Mundial, el fútbol en la Unión Soviética, al igual que en toda Europa, se paralizó y el Zenit fue adquirido durante la guerra por la Planta Estatal Mecánica Óptica (posteriormente llamada LOMO). Algunos de los jugadores y parte del cuerpo técnico del Zenit fueron evacuados a Kazán, pero muchos permanecieron, combatieron y fallecieron en el sitio de Leningrado. El Zenit ganó su primer título oficial en 1944, la Copa de la Unión Soviética, en la primera edición celebrada tras el conflicto. El Zenit derrotó al CSKA en la final por dos goles a uno, en un partido celebrado en el estadio Dinamo en Moscú y que levantó gran expectación, después de que los leningradeses eliminasen al Dynamo y Spartak de Moscú, dos de los grandes clubes favoritos al título.
En la década de 1950 se mantuvieron viejos problemas no resueltos del Zenit, como la falta de instalaciones deportivas propias, graves dificultades financieras y de organización que llevaron a cosechar resultados deportivos muy pobres. En menos de siete años en el Zenit fueron reemplazado cinco entrenadores. En 1958, Georgy Ivanovich Zharkov, de Moscú, se convirtió en el primer entrenador fuera de Leningrado en hacerse cargo del primer equipo. Esa temporada el Zenit finalizó cuarto clasificado, el mejor resultado hasta la fecha y que no sería capaz de superar hasta el tercer puesto de 1980, lo que prueba el discreto papel del club durante gran parte de la historia del fútbol profesional soviético.
Uno de los peores momentos de la trayectoria deportiva del Zenit ocurrió en 1967, cuando el equipo terminó último en el campeonato de liga. Sin embargo se salvó del descenso debido a las autoridades soviéticas, que decidieron que no sería prudente para el deporte soviético descender al único equipo de Leningrado que competía en primera división durante el 50.º aniversario de la Revolución de Octubre, que se produjo en la ciudad.
La década de 1980 fue la edad de oro del Zenit, al mando del entrenador Yúri Morózov, que llegó en 1977. Morózov implantó un nuevo sistema basado en una nueva generación de jóvenes jugadores locales, que con el tiempo llevaron al equipo a finalizar en tercera posición en la liga de 1980, la primera vez en la historia del club en que lograron el podio final. Muchos de los jóvenes más tarde formaron la columna vertebral de la nueva y exitosa década, como los delanteros Yuri Zheludkov y Yuri Gerasimov, los centrocampistas Valery Broshin y Alexander Zakharik, los defensores Alexei Stepanov y Vladimir Dolgopolov. El tercer puesto permitió al Zenit disputar por primera vez en su historia competición europea al clasificarse para la Copa de la UEFA 1981-82. El conjunto soviético se enfrentó en treintaidosavos de final al Dinamo Dresde de Alemania Oriental, equipo con experiencia internacional que superó claramente al soviético por un global de 2–6.
Después del tercer puesto, el Zenit alternó temporadas discretas con otras aceptables, pero en 1984 el equipo superó todas las expectativas al proclamarse campeón de la liga soviética y subcampeón de copa. El Zenit, dirigido por Pável Sadyrin, llegó hasta la última jornada liderando una ajustada tabla clasificatoria seguido del Spartak Moscú, pero el 21 de noviembre de 1984 vencieron al Metalist Járkov en el último partido de la temporada por 4–1 y se aseguraron su primer título de liga. Mijaíl Biriukov, Nikolái Lariónov (capitán del equipo), Vladímir Kleméntiev y Serguéi Dmítriev formaron la base del éxito del Zenit y fueron convocados por las selección de fútbol de la Unión Soviética por primera vez. Yuri Zheludkov, con 17 goles, fue el máximo goleador del equipo, a sólo dos goles de Sergey Andreyev (SKA Rostov-on-Don), el máximo goleador de la liga. En la Copa soviética, el Zenit cayó en la final ante el Dynamo Moscú por dos goles a cero.
Como campeón soviético de liga, el Zenit debutó en la Copa de Europa, donde tampoco tuvo suerte como en su anterior experiencia en la Copa de la UEFA. El equipo ruso eliminó en primera ronda al Vålerenga IF noruego por un claro 4–0 en el global, pero en segunda ronda fue eliminado por el modesto Kuusysi finlandés. En Leningrado el Zenit tuvo que remontar el gol inicial del equipo nórdico con dos goles de penalti de Yuri Zheludkov, uno de ellos en tiempo añadido del partido. En el partido de vuelta, el Zenit perdió 3–1 en la prórroga.
Los últimos años antes del colapso de la Unión Soviética fueron dispares para el Zenit. En 1985 y 1986 el equipo alcanzó las semifinales de la copa soviética y finalizó en sexto y cuarto puesto, respectivamente, en el campeonato nacional de liga. Además, el 1 de marzo de 1986 debutó con el Zenit el delantero Oleg Salenko, que marcó un nuevo récord en el fútbol soviético al disputar un partido de Primera división a la edad de 16 años y 126 días. El registro anterior, de 16 años y 254 días, fue establecido en 1954 por el histórico Eduard Streltsov, del Torpedo. Cinco minutos después de entrar en el campo, Salenko anotó un gol, convirtiéndose en el goleador más joven. Sin embargo, en 1989 el Zenit consumó su descenso a segunda división tras una pobre temporada en la que el equipo de Leningrado sólo ganó cinco partidos.
Representando al fútbol soviético como cuarto clasificado en 1986, el Zenit disputó la Copa de la UEFA 1989-90 estando en segunda división. En primera ronda eliminó al Næstved BK danés, pero en segunda ronda fue arrollado por el VfB Stuttgart con un 0–6 en el global. El Zenit acabó los días de la Unión Soviética en segunda división, de la que no pudo salir firmando dos decepcionantes 18.º puestos consecutivos antes de la disolución soviética en 1991.

### Zenit en la Liga rusa (1992–presente)
El Zenit dejó oficialmente de ser financiado por LOMO el 6 de agosto de 1990 y el club fue establecido como una empresa independiente por decreto del Comité Ejecutivo del Soviet de Leningrado. Vladislav Gusev, un famoso periodista deportivo, fue elegido el primer presidente del equipo.
Con la disolución de la Unión Soviética llegó una nueva etapa para Rusia, de nuevo como estado libre, y con ello la reestruturación del sistema de ligas de fútbol. La Soviet Top Liga fue eliminada y se creó la Primera Liga Rusa, por lo que tuvieron que ser ascendidos algunos equipos rusos de la antigua segunda división soviética para poder conformar una liga rusa. Entre esos equipos estuvo el Zenit —ahora Zenit San Petersburgo tras restablecerse el nombre de San Petersburgo—, que fue ascendido de forma automática. Sin embargo, el equipo continuó en la misma pobre trayectoria de los últimos años, unido a graves problemas financieros, y volvió a descender, esta vez a la segunda división rusa.
No fue hasta 1995 cuando el club pudo alcanzar el ascenso a la Liga Premier de Rusia al acabar en tercera posición, con la ayuda del entrenador Pável Sadyrin, quien hizo campeón al club en 1984. El Zenit pasó varias temporadas en la zona media de la tabla hasta que llegó su primer título postsoviético, la copa rusa de 1999, en la que vencieron al Dynamo Moscú por tres goles a uno en el estadio Luzhniki.
Al Zenit regresó otro ilustre entrenador de la época soviética, Yúri Morózov, quien lograse una medalla de bronce en el campeonato soviético de 1980, repitió el tercer puesto en la liga rusa 2001, a cuatro puntos del campeón, el Spartak y fue finalista de la Copa de Rusia 2002 que perdió ante el CSKA por dos goles a cero. En ese equipo ya estaban jóvenes jugadores que luego serían parte del gran Zenit que deslumbró en Europa, como Vyacheslav Malafeev, Andrei Arshavin y Aleksandr Kerzhakov. Los dos últimos fueron incluidos en el equipo ideal del torneo. A Morózov le sustituyó el checo Vlastimil Petržela, que hizo subcampeón de liga al Zenit en 2003, a tres puntos del CSKA. El equipo alcanzó por primera vez la fase de grupos de la Copa de la UEFA 2004-05, pero no pudo clasificarse para treintaidosavos de final. La temporada siguiente de la Copa de la UEFA fue eliminado por el Sevilla, campeón meses después, en cuartos de final.

### La inversión de Gazprom. Comienzo del éxito nacional e internacional

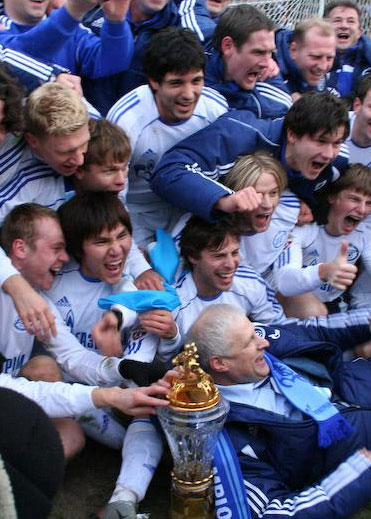
Los jugadores del Zenit celebrando la liga de 2007.

En diciembre de 2005, la empresa estatal de gas Gazprom, que ya poseía alrededor del 25 % de las acciones del club, se convirtió en el accionista mayoritario del Zenit tras abonar entre 30 y 40 millones de dólares al Banco San Petersburgo.
A pesar de que el Zenit llegó a los cuartos de final de la Copa de la UEFA en 2006, un comienzo mediocre en la temporada de la liga doméstica llevó a la destitución del técnico Vlastimil Petržela. En julio de 2006, Dick Advocaat asumió el cargo de entrenador del Zenit. Advocaat trabajó junto con su subdirector, el ex seleccionador juvenil de Países Bajos Cor Pot. El Zenit ganó la Liga Premier de Rusia 2007, su mayor hito desde el campeonato soviético conquistado en 1984.

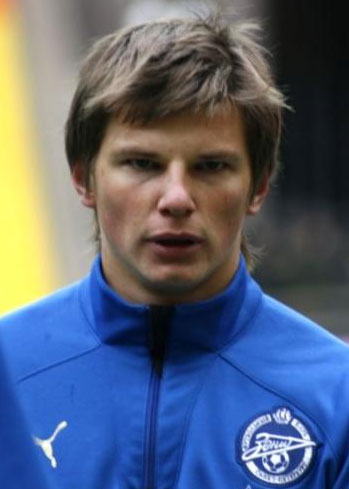
Andréi Arshavin, petersburgués y jugador del Zenit entre 1999 y 2009, y 2012 a 2015.

En 2008, el Zenit ganó la Supercopa de Rusia y alcanzó los cuartos de final de la Copa de la UEFA. En el partido de ida de los cuartos de final contra el Bayer Leverkusen, el equipo logró una sólida victoria por 1–4 en el BayArena y perdieron 0–1 en el partido de vuelta en el Petrovsky, lo que significaba que avanzaban a una semifinal europea por primera vez en la historia. El rival fue el Bayern Múnich, frente al que logró un empate (1–1) en el Allianz Arena de Múnich. En el partido de vuelta en el estadio Petrovsky, el Zenit goleó 4–0 al Bayern con un doblete de Pavel Pogrebnyak, el goleador del torneo, que sin embargo, se perdería la final por acumulación de tarjetas.
La histórica final midió al Zenit con el Rangers escocés en el Estadio Ciudad de Mánchester, el 14 de mayo de 2008. El Zenit ganó 2–0, con goles de Igor Denisov en el minuto 72 y Konstantin Zyryanov en el tiempo de descuento para levantar el primer título internacional del club, la Copa de la UEFA. Andrei Arshavin fue nombrado mejor jugador del partido. El 29 de agosto de 2008, en el Stade Louis II en Mónaco, el Zenit derrotó al Manchester United por 2–1 en la Supercopa de Europa 2008, convirtiéndose en el primer equipo ruso en ganar este trofeo. Pavel Pogrebnyak anotó el primer gol y Danny anotó el segundo. Danny fue nombrado para el mejor jugador del partido en su debut con el Zenit.
En la fase de grupos de la Liga de Campeones de la UEFA 2008-09 el Zenit fue agrupado con el Real Madrid, Juventus y BATE Borisov en el grupo H, calificado por los medios como el grupo de la muerte. El equipo ruso terminó en el tercer lugar por detrás de la Juventus y el Real Madrid y no pudo avanzar a la fase de octavos de final de la competición. Sin embargo, esta posición le clasificó para los treintaidosavos de final de la Copa de la UEFA 2008-09, donde se enfrentó al VfB Stuttgart, al que eliminó tras sendos 2–1. En octavos de final se midió al Udinese. En el partido de ida en el Stadio Friuli, el equipo italiano decidió el partido en los últimos cinco minutos, cuando Fabio Quagliarella y Antonio Di Natale firmaron un complicado 2–0. El partido de vuelta en el Petrovsky, el Zenit venció con un solitario gol de Anatoliy Tymoschuk, que fue insuficiente para clasificar al equipo a cuartos de final.
Dick Advocaat fue cesado de su cargo en agosto de 2009 y fue sustituido por Anatoli Davydov de forma provisional. El equipo celeste perdió a dos jugadores importantes como Pavel Pogrebnyak, fichado por el VfB Stuttgart, y Anatoliy Tymoshchuk fichado por el FC Bayern Múnich, vendidos ambos durante la temporada 2009 en la que el Zenit finalizó tercero con Anatoli Davydov como entrenador. En diciembre de 2009 Luciano Spalletti firmó con el Zenit un nuevo contrato para hacerse cargo del club de cara a la temporada 2010.
El Zenit ganó la Copa de Rusia el 16 de mayo de 2010, batiendo al Sibir Novosibirsk en la final, después de haber derrotado al Volga Tver en los cuartos de final y al Amkar Perm en la semifinal. Después de 16 partidos en la Liga Premier de Rusia 2010, con 12 victorias y cuatro empates con Spalletti en los banquillos, el Zenit había obtenido 40 puntos, lo que significó un nuevo récord de la Liga Premier de Rusia en cuanto a puntos ganados en esa etapa de la campaña. En el mercado de fichajes de verano de 2010, Spalletti firmó a Aleksandr Bukharov y Sergei Semak del Rubin Kazan, Aleksandar Luković del Udinese y Bruno Alves del FC Porto. El 14 de noviembre, el Zenit ganó al FC Rostov y dos jornadas antes del final de la temporada 2010, el Zenit ganó el campeonato de liga —el primero con Spalletti al mando— al que le siguió un segundo campeonato liguero consecutivo en la Liga Premier 2011–12, el tercero en el palmarés del club.
En la Champions 2014-15, el Zenit quedó tercero de su grupo por detrás del AS Mónaco y el Bayer Leverkusen. Jugó después en la UEFA Europa League, donde fue eliminado en cuartos de final por el Sevilla FC, posterior campeón de la copa. El Zenit logró el quinto título de la liga rusa en la temporada 2014/15 tras empatar frente al Ufá, siendo determinante para la consecución del título los goles de Hulk y Salomón Rondón.

#### La era Advocaat

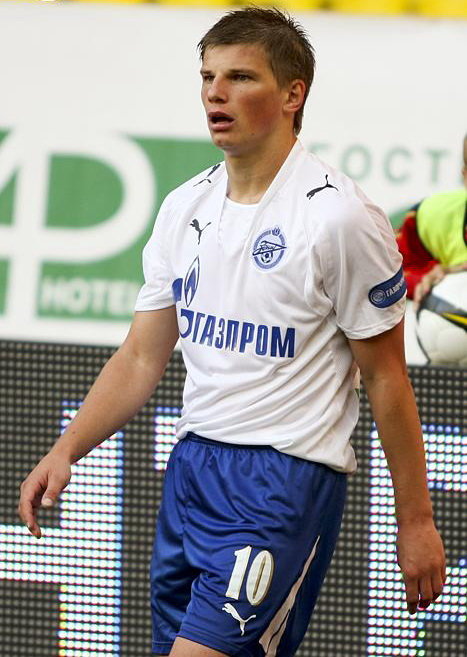
Andrey Arshavin, uno de los jugadores más exitosos en la historia del Zenit.

Aunque el Zenit alcanzó los cuartos de final de la Copa de la UEFA en 2006, un comienzo mediocre de la temporada liguera supuso la sustitución en verano del técnico Vlastimil Petržela. En julio de 2006, Dick Advocaat asumió el cargo de director técnico del Zenit. Advocaat trabajó junto con su asistente de entrenador, el exentrenador de la selección juvenil de Holanda, Cor Pot. El Zenit ganó la Premier League rusa de 2007, su mejor logro en la liga desde que ganó el Campeonato de la URSS en 1984, lo que le permitió competir en la fase de grupos de la UEFA Champions League 2008-09.
En 2008, el Zenit ganó la Supercopa de Rusia y alcanzó los cuartos de final de la Copa de la UEFA por segunda vez en su historia. En el partido de ida de los cuartos de final contra el Bayer Leverkusen alemán, el equipo logró una victoria por 4-1. Se clasificó para las semifinales de la competición por primera vez en su historia, a pesar de una derrota en casa por 1-0 ante el Leverkusen en el partido de vuelta, y se vieron atraídos para enfrentarse a otros rivales alemanes en la semifinal, Bayern de Múnich, considerado el equipo superior restante. Una actuación de batalla en el partido de ida de la semifinal le valió al Zenit un empate 1-1 ante el Bayern de Múnich. En el partido de vuelta en casa, el Zenit ganó 4-0, derrotó al Bayern por 5-1 en el global y pasó a la final de la Copa de la UEFA por primera vez en la historia del club, donde se enfrentó al Rangers escocés en el City of Manchester Stadium de Mánchester. el 14 de mayo. El Zenit ganó 2-0, con goles de Igor Denisov en el minuto 72 y Konstantin Zyryanov en el tiempo de descuento, para levantar la primera Copa de la UEFA del club. Andrey Arshavin fue nombrado el jugador del partido.
El 29 de agosto de 2008, en el Stade Louis II de Mónaco, el Zenit derrotó al Manchester United por 2-1 en la Supercopa de la UEFA de 2008, convirtiéndose en el primer equipo ruso en ganar el trofeo. Pavel Pogrebnyak marcó el primer gol y Danny marcó el segundo, siendo este último el mejor jugador del partido en su debut con el Zenit.
En la fase de grupos de la Liga de Campeones 2008-09, el Zenit se agrupó con el Real Madrid, la Juventus y el BATE Borisov en el Grupo H, que para algunos fue marcado como el "grupo de la muerte". El Zenit finalmente terminó en el tercer lugar del grupo, detrás de la Juventus y el Real Madrid, por lo que no pudo avanzar a la fase eliminatoria de la competencia. Esta posición, sin embargo, fue lo suficientemente buena como para darle al club un lugar en los octavos de final de la Copa de la UEFA 2008-09, donde el equipo se enfrentó al VfB Stuttgart por un lugar en los octavos de final de la competencia. Después de derrotar al Stuttgart con goles a domicilio, el Zenit perdió 2-1 en dos partidos contra el Udinese italiano.

#### La era Spalletti

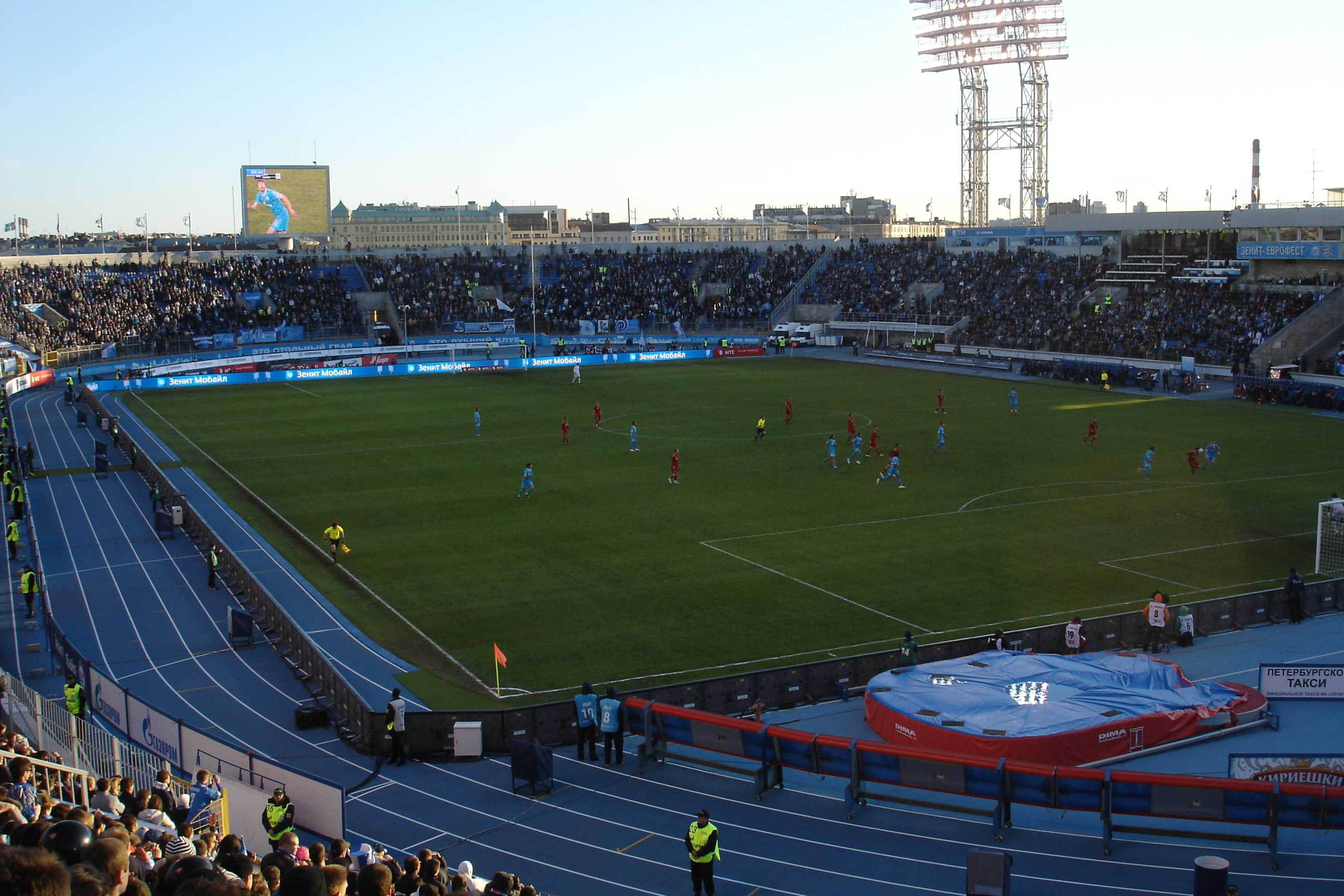
Zenit contra Bayern de Múnich en 2011.

Luciano Spalletti firmó un contrato con el Zenit en diciembre de 2009, y los entrenadores italianos Daniele Baldini, Marco Domenichini y Alberto Bartali también se unieron al club ruso. La directiva del Zenit le ordenó devolver el título de la Premier League rusa al Zenit, ganar la Copa de Rusia y pasar de la fase de grupos de la Champions League en su primer año.
El Zenit ganó la Copa de Rusia el 16 de mayo de 2010 tras vencer a Sibir Novosibirsk en la final (antes venció al Volga Tver en los cuartos de final y al Amkar Perm en las semifinales). Después de 16 partidos en la Premier League 2010, con 12 victorias y cuatro empates, Zenit reclamó 40 puntos, estableciendo un nuevo récord de la Premier League rusa de más puntos ganados en esa etapa de la campaña. En la ventana de fichajes de verano de 2010, Spalletti hizo sus primeros fichajes, asegurando al delantero Aleksandr Bukharov y al mediocampista Sergei Semak del Rubin Kazan; los defensas Aleksandar Luković del Udinese y Bruno Alves del Porto.
El 25 de agosto de 2010, Zenit perdió su primer partido con Spalletti ante el Auxerre francés y no pudo avanzar a la fase de grupos de la Liga de Campeones, sino que participó en la Europa League. El 3 de octubre, el Zenit venció al Spartak Nalchik para establecer otro récord de la Premier League rusa de más partidos consecutivos invictos, con 21 partidos desde el inicio de la temporada liguera. El 27 de octubre, sin embargo, el Zenit sufrió su primera derrota de la temporada a manos del club rival Spartak de Moscú, a solo siete juegos de terminar el campeonato invicto. El 14 de noviembre, el Zenit derrotó a Rostov y dos partidos antes del final de la temporada ganó el título del campeonato, el primero en la carrera como técnico de Spalletti.

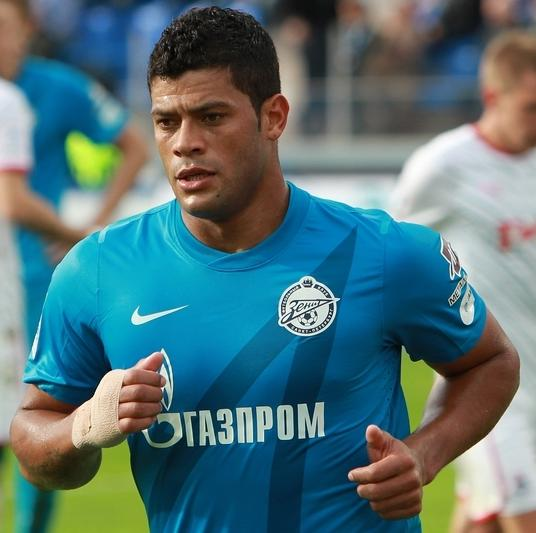
Hulk.

El Zenit avanzó en la fase eliminatoria de la Europa League 2010-11 en el primer lugar, luego venció al equipo suizo Young Boys en los octavos de final. El 6 de marzo de 2011, el Zenit ganó contra el CSKA Moscú en la Supercopa de Rusia, el tercer trofeo de Rusia ganado. bajo Spalletti. El 17 de marzo, sin embargo, el Zenit fue eliminado de la Europa League, perdiendo ante el Twente holandés por 2-3 en el global de cuartos de final.
En la Liga de Campeones 2011-12, el Zenit comenzó la fase de grupos en el Grupo G junto al Oporto, el Shakhtar Donetsk y el APOEL. El 6 de diciembre de 2011, el equipo terminó la fase de grupos en segundo lugar y por primera vez en la historia del club se clasificó para la fase eliminatoria de primavera de la Liga de Campeones. En los octavos de final, el Zenit empató con el Benfica portugués, ganando el partido de ida por 3-2 en casa con dos goles de Roman Shirokov y uno de Sergei Semak. En el partido de vuelta en Lisboa, sin embargo, el Zenit perdió 2-0 y, por tanto, fue eliminado de la competición.
En abril de 2012, el Zenit ganó su segundo campeonato ruso consecutivo tras vencer al Dinamo de Moscú.

#### La era Villas-Boas
Tras una serie de resultados decepcionantes tanto en la Liga de Campeones como en la Premier League, Spalletti fue despedido el 11 de marzo de 2014. Una semana después, el club anunció que había negociado un contrato por dos años con André Villas-Boas, quien él mismo había sido liberado. unos meses antes, después de una temporada decepcionante como entrenador del Tottenham Hotspur inglés. En la Europa League 2014-15, el Zenit fue eliminado en cuartos de final por el eventual campeón, el Sevilla. En mayo de 2015, Zenit ganó el Campeonato de Rusia, el primer título de campeonato con Villas-Boas y el quinto del equipo en la víspera de la celebración del 90 aniversario. Luego, el Zenit derrotó al Lokomotiv de Moscú en la Supercopa de Rusia de 2015 por 1-1 (4-2 en los penaltis).
Más adelante en el año calendario 2015, Villas-Boas dijo que dejaría el club después de la temporada 2015-16. En la Liga de Campeones 2015-16, el Zenit comenzó la competición en la fase de grupos. Fueron sorteados en el Grupo H junto a Valencia, Lyon y Gent. Terminaron la fase de grupos con su mejor resultado en la fase de grupos, ganando cinco de seis partidos y emergiendo como ganadores de grupo. Sin embargo, fueron eliminados de la competición en octavos de final por el Benfica portugués.
El 24 de mayo de 2016 Villas-Boas abandonó el club al final de la temporada, con Mircea Lucescu nombrado nuevo entrenador del Zenit.

#### La era Lucescu
En julio de 2016, el Zenit ganó la Supercopa de Rusia tras una victoria por 0-1 sobre el CSKA de Moscú.
Durante la Europa League 2016-17, el Zenit comenzó la fase de grupos en el Grupo D junto al Maccabi Tel Aviv, AZ Alkmaar y Dundalk. El 8 de diciembre de 2016, el equipo terminó la fase de grupos en primer lugar y se clasificó para la fase eliminatoria de primavera de la Europa League. En dieciseisavos de final, el Zenit se enfrentó a R.S.C. Anderlecht y fue eliminado 3-3 en el global debido a la regla de los goles a domicilio. En la liga, las actuaciones del Zenit en la primavera fueron decepcionantes y, como tal, el club terminó tercero y se perdió la Liga de Campeones por segundo año consecutivo. El Zenit también fue eliminado en octavos de final por el FC Anzhi Majachkalá 0–4 en el global después de una pésima actuación. La primera (y última) temporada de Mircea Lucescu fue una completa decepción a pesar de las expectativas.

#### La era Mancini
El 1 de junio de 2017, el Zenit nombró a Roberto Mancini como nuevo entrenador del equipo. El 13 de mayo de 2018, el club zenitista y Roberto Mancini llegaron a un mutuo acuerdo para rescindir su contrato.

#### La era Semak

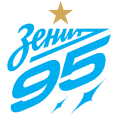
Logo del FC Zenit durante las celebraciones de su 95 aniversario en mayo de 2020.

En mayo de 2018, Mancini se fue para convertirse en el entrenador en jefe de la selección nacional de fútbol de Italia. Sergey Semak se convirtió en el nuevo gerente del Zenit, recibiendo un contrato de dos años.
En agosto de 2018, durante el partido de ida de la tercera ronda de clasificación de la UEFA Europa League, el Zenit perdió por 0–4 ante el Dynamo Minsk. Durante el partido de vuelta en casa, el Zenit volvió a ganar 8-1, anotando 3 goles en el segundo tiempo y 4 goles en el segundo tiempo de la prórroga, con 2 goles marcados en el minuto 120. El Zenit superó al Molde FK por 4–3 en el global en la siguiente ronda, entrando en la fase de grupos de la UEFA Europa League 2018-19.
En marzo de 2020, la liga se vio obligada a detenerse debido a la pandemia de COVID-19 en Rusia. El Zenit consiguió otro título el 5 de julio de 2020 después de una victoria sobre el FC Krasnodar, con 4 partidos por jugar en el torneo.
El 2 de mayo de 2021, el Zenit consiguió su tercer título consecutivo en la victoria por 6-1 sobre el FC Lokomotiv Moscú, que ocupa el segundo lugar. El Zenit abrió la temporada 2021/2022 con una séptima victoria en la Supercopa de Rusia tras vencer por 3-0 al Lokomotiv de Moscú, pero sin grandes jugadores clave que dejaron el club como Yuri Zhirkov, Andrei Lunev y Sebastian Driussi.
Después de la invasión rusa de Ucrania en 2022, el exinternacional ucraniano Yaroslav Rakitskiy hizo una publicación a favor de Ucrania en Instagram y rescindió su contrato con el equipo. La FIFA y la UEFA suspendieron indefinidamente al equipo de sus competiciones, además, la Asociación de Clubes Europeos suspendió al equipo.
El 30 de abril de 2022, Zenit aseguró su cuarto título consecutivo y el octavo en general.

## Patrocinio
| Período   | Proveedor |
| --------- | --------- |
| 1977—2000 | Adidas    |
| 2001—2002 | Diadora   |
| 2003—2004 | Umbro     |
| 2005—2007 | Adidas    |
| 2008—2009 | Puma      |
| 2010—2022 | Nike      |
| 2022—2024 | Joma      |
| 2024—2025 | Kelme     |
| 2025—     | Jögel     |

| Período   | Patrocinador        |
| --------- | ------------------- |
| 1936—1992 | Sin Patrocinador    |
| 1993—1994 | Coors               |
| 1995—1996 | Baltika             |
| 1997—1999 | Gazprom Lentransgaz |
| 2000—     | Gazprom             |

## Estadio

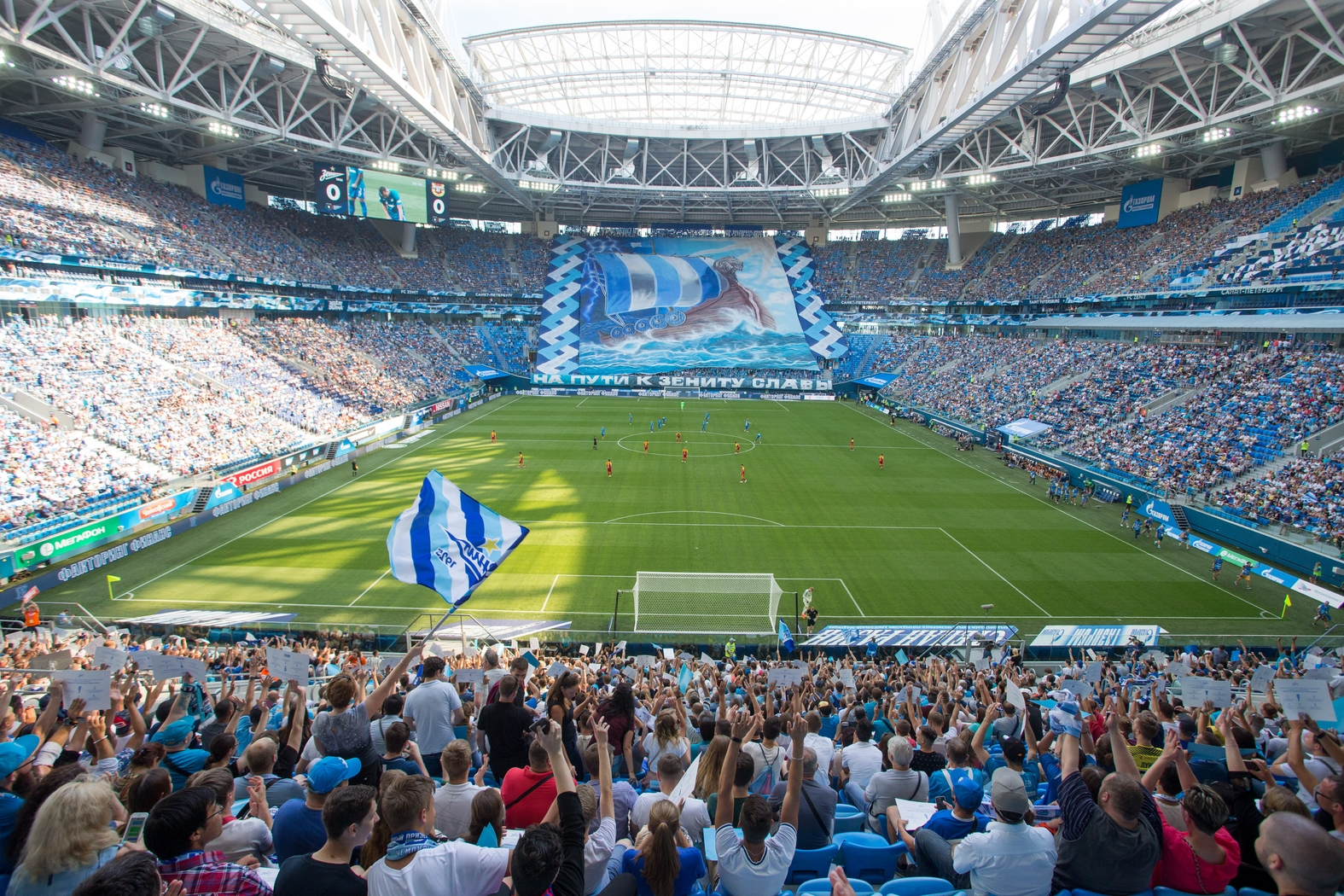
El estadio Krestovski, propiedad del Zenit.

El Zenit disputa sus partidos en su estadio Krestovski, conocido como la Arena Gazprom, por razones de patrocinio. Fue inaugurado en 2017 y que tiene capacidad para 70 000 espectadores. El estadio es el más caro jamás construido y se necesitó de más de diez años para su construcción. El estadio acogió varios partidos de la Copa Mundial de Fútbol de 2018, entre ellos una semifinal y el partido por el tercer puesto, así como la final de la Copa FIFA Confederaciones 2017.
El recinto ocupa el lugar en el que se encontraba el antiguo estadio Kírov, que había sido el estadio del Zenit desde 1950 hasta 1992.
El 23 de abril de 2021, el Comité Ejecutivo de la UEFA decidió trasladar los partidos de la Eurocopa 2020 a disputar en la sede de Dublín al Estadio Krestovski, en San Petersburgo (que ya estaba designado entre la ganadoras), tras los problemas en dicha sede para acoger partidos con aficionados.
Por lo que el Estadio Krestovski albergó en total 7 partidos de la Eurocopa 2020, 3 del Grupo B, 3 del Grupo E y el partido de los cuartos de final disputado entre Suiza y España.
Sin embargo, éstos no fueron los únicos estadios del Zenit. El club jugó entre 1994 y 2017 en el estadio Petrovsky, un estadio multipropósito, pero principalmente dedicado a la práctica del fútbol ubicado en el distrito de Petrogradsky. El estadio tiene aforo para 21 383 espectadores y fue construido en 1924. Desde que el club se fue al estadio Krestovski, el filial, el Zenit-2, ocupa el Petrovsky como local.

## Rivalidades

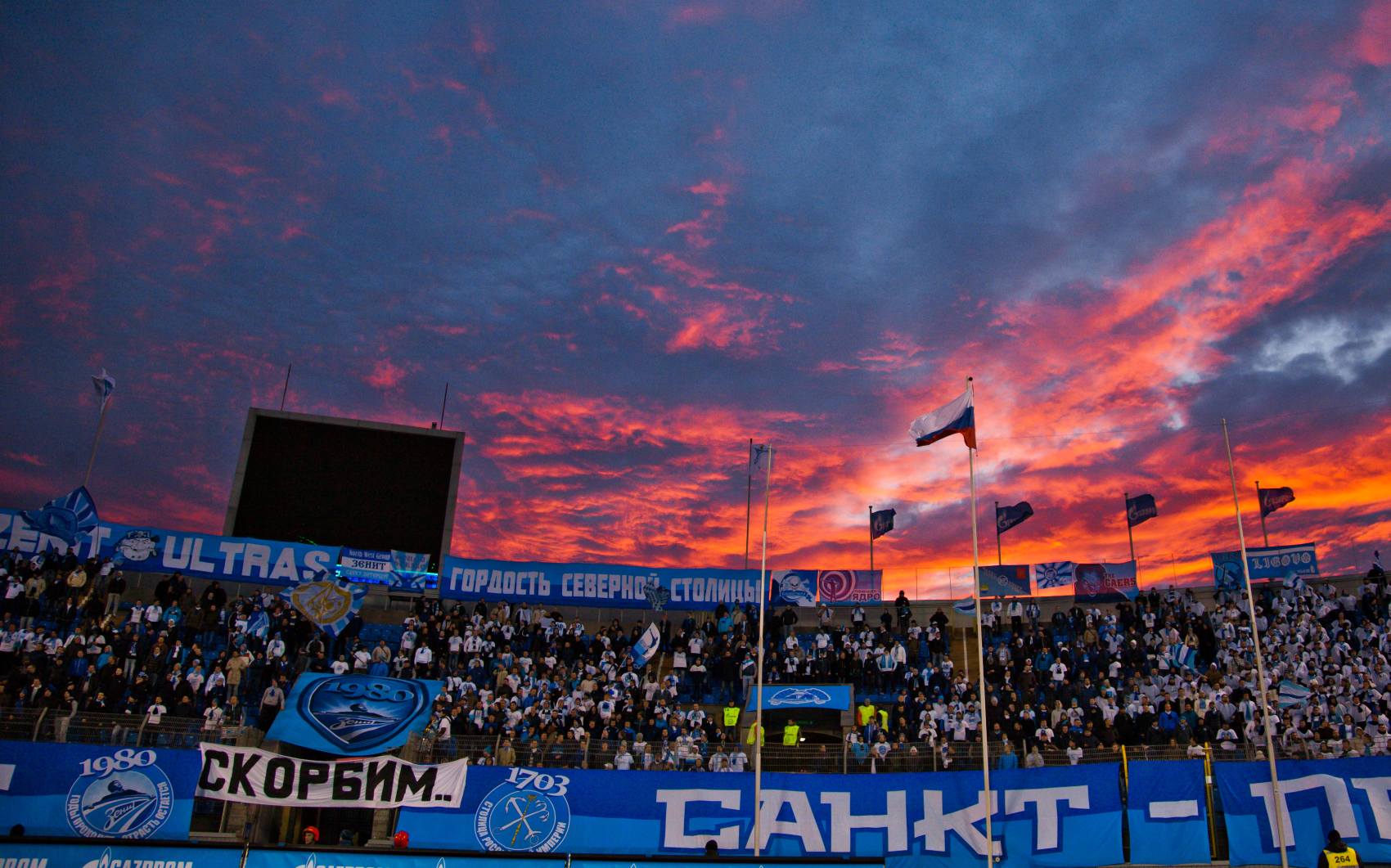
Afición del Zenit.

Los rivales históricos del Zenit son los equipos de Moscú, principalmente el Spartak, el CSKA Moscú y el Dynamo, debido a la tradicional rivalidad entre las dos ciudades. De hecho, los enfrentamientos entre estos equipos se conoce en los medios de comunicación rusos como el «Derbi de las dos capitales». Los aficionados del Zenit también tienen relaciones tensas con el Baltika Kaliningrad y el Amkar Perm. Por su parte, la afición del Zenit mantiene buena amistad con el FC Cheliábinsk (antes conocido como Zenit Cheliábinsk), Krylia Sovetov Samara y Dnipro Dnipropetrovsk. De los equipos extranjeros han desarrollado una relación especial con el club alemán del Schalke 04, equipo patrocinado por Gazprom.

## Datos del club
- Temporadas en 1ª: 15 (1992; 1996-presente).
- Temporadas en 2ª: 3 (1993-1995).
- Mayor goleada conseguida:
  - En campeonatos nacionales:
    - 8-1 vs FC Luch-Energiya Vladivostok en la temporada 2008.
    - 8-1 vs FC Torpedo Moscú en la temporada 2014-15.

  - En torneos internacionales:
    - 8-0 vs Futbol Club Encamp en la Copa de la UEFA 2002-03.
- Mayor goleada encajada:
  - En campeonatos nacionales:
    - 7-1 vs FC Dinamo Moscú en la temporada 2003.

  - En torneos internacionales:
    - 5-0 vs Club Brujas en la Copa de la UEFA 1987-88.
- Mejor puesto en la liga: 1.º (2007, 2010, 2011/12).
- Peor puesto en la liga: 16.º (1992).
- Máximo goleador: Aleksandr Kerzhakov (106).
- Más partidos disputados: Lev Burchalkin (400).

## Jugadores

### Plantel actual

#### Altas y bajas 2024-25
| Altas              | Altas          | Altas                  | Altas    | Altas        |
| Jugador            | Posición       | Procedencia            | Tipo     | Costo        |
| ------------------ | -------------- | ---------------------- | -------- | ------------ |
| Luiz Henrique      | Delantero      | Botafogo               | Traspaso | €35.000.000. |
| Luciano Gondou     | Delantero      | Argentinos Juniors     | Traspaso | €12.000.000. |
| Aleksandr Sobolev  | Delantero      | Spartak Moscú          | Traspaso | €10.000.000. |
| Maksim Glushenkov  | Centrocampista | FC Lokomotiv Moscú     | Traspaso | €6.300.000.  |
| Sergey Volkov      | Defensa        | FC Krasnodar           | Traspaso | €5.000.000.  |
| Wilson Isidor      | Delantero      | FC Lokomotiv Moscú     | Traspaso | €4.000.000.  |
| Vanja Drkušić      | Defensa        | PFC Sochi              | Traspaso | €4.000.000.  |
| Yuriy Gorshkov     | Defensa        | PFC Krylia Sovetov     | Trapaso. | €1.260.000.  |
| Evgeniy Latyshonok | Portero        | FC Baltika Kaliningrad |          |              |

| Bajas               | Bajas          | Bajas                     | Bajas    | Bajas       |
| Jugador             | Posición       | Destino                   | Tipo     | Costo       |
| ------------------- | -------------- | ------------------------- | -------- | ----------- |
| Robert Renan        | Defensa        | Al-Shabab Club            | Traspaso | €3.000.000. |
| Aleksandr Kovalenko | Centrocampista | FC Orenburg               | Traspaso | €2.000.000. |
| Danil Krugovoy      | Defensa        | CSKA Moscú                | Libre.   | –           |
| Aleksandr Vasyutin  | Portero        | FC Akron Tolyatti         | Libre.   | –           |
| Arsen Adamov        | Defensa        | Akhmat Grozny             | Cesión.  | –           |
| Mário Fernandes     | Defensa        | Bandera de ?              | Libre.   | –           |
| Vanja Drkušić       | Defensa        | Estrella Roja de Belgrado | Cesión.  | –           |
| Wilson Isidor       | Delantero      | Sunderland A. F. C.       | Cesión.  | –           |

## Palmarés

### Torneos nacionales (28)

#### RusiaRusia(25)
Nota: en negrita competiciones vigentes en la actualidad.
| Competición nacional                 | Títulos                                                                                                 | Subcampeonatos                   |
| ------------------------------------ | --- | -------------------------------- |
| Liga Premier de Rusia (10/4)         | 2007, 2010, 2011-12, 2014-15, 2018-19, 2019-20, 2020-21, 2021-22, 2022-23, 2023-24. (Récord Compartido) | 2003, 2012-13, 2013-14, 2024-25. |
| Copa de Rusia (5/1)                  | 1998-99, 2009-10, 2015-16, 2019-20, 2023-24.                                                            | 2001-02.                         |
| Supercopa de Rusia (9/3)             | 2008, 2011, 2015, 2016, 2020, 2021, 2022, 2023, 2024. (Récord)                                          | 2012, 2013, 2019.                |
| Copa de la Liga Premier de Rusia (1) | 2003.                                                                                                   |                                  |

#### Unión Soviética(3)
| Competición nacional             | Títulos | Subcampeonatos |
| -------------------------------- | ------- | -------------- |
| Primera División de la URSS (1)  | 1984.   |                |
| Copa de la Unión Soviética (1/2) | 1944.   | 1939, 1984.    |
| Supercopa de la URSS (1)         | 1984.   |                |

### Torneos internacionales (2)
| Competición internacional | Títulos  | Subcampeonatos |
| ------------------------- | -------- | -------------- |
| Copa de la UEFA (1)       | 2007-08. |                |
| Supercopa de Europa (1)   | 2008.    |                |
| Copa Intertoto de la UEFA |          | 2000.          |

## Estadísticas

### Unión Soviética
| Año  | Div. | Pos. | PJ | PG | PE | PP | GF | GC | P  | Copa             | Europa | Europa        |
| ---- | ---- | ---- | -- | -- | -- | -- | -- | -- | -- | ---------------- | ------ | ------------- |
| 1936 | 2.ª  | 3    | 6  |    |    |    | 9  | 9  | 13 |                  |        |               |
| 1936 | 2.ª  | 6    | 7  |    |    |    | 6  | 13 | 12 | Ronda de 16      |        |               |
| 1937 | 2.ª  | 4    | 12 |    |    |    | 22 | 18 | 25 | Ronda de 128     |        |               |
| 1938 | 1.ª  | 14   | 25 | 7  | 10 | 8  | 38 | 57 | 24 | Ronda de 16      |        |               |
| 1939 | 1.ª  | 11   | 26 | 7  | 7  | 12 | 30 | 46 | 21 | Subcampeón       |        |               |
| 1940 | 1.ª  | 10   | 24 | 6  | 6  | 12 | 37 | 42 | 18 |                  |        |               |
| 1944 |      |      |    |    |    |    |    |    |    | Campeón          |        |               |
| 1945 | 1.ª  | 6    |    | 8  | 7  | 7  | 35 | 31 | 23 | Semifinal        |        |               |
| 1946 | 1.ª  | 9    | 22 | 5  | 5  | 12 | 22 | 45 | 15 | Ronda de 16      |        |               |
| 1947 | 1.ª  | 6    | 24 | 10 | 2  | 12 | 35 | 49 | 22 | Cuartos de final |        |               |
| 1948 | 1.ª  | 13   | 26 | 4  | 9  | 13 | 29 | 48 | 17 | Ronda de 16      |        |               |
| 1949 | 1.ª  | 5    | 34 | 17 | 8  | 9  | 48 | 48 | 42 | Cuartos de final |        |               |
| 1950 | 1.ª  | 6    | 36 | 19 | 5  | 12 | 70 | 59 | 43 | Cuartos de final |        |               |
| 1951 | 1.ª  | 7    | 28 | 10 | 8  | 10 | 36 | 40 | 28 | Ronda de 16      |        |               |
| 1952 | 1.ª  | 7    | 13 | 6  | 2  | 5  | 20 | 21 | 14 | Cuartos de final |        |               |
| 1953 | 1st  | 5    | 20 | 11 | 1  | 8  | 25 | 21 | 23 | Ronda de 16      |        |               |
| 1954 | 1.ª  | 7    | 24 | 8  | 7  | 9  | 27 | 26 | 23 | Semifinal        |        |               |
| 1955 | 1.ª  | 8    | 22 | 5  | 8  | 9  | 23 | 36 | 18 | Ronda de 16      |        |               |
| 1956 | 1.ª  | 9    | 22 | 4  | 11 | 7  | 27 | 43 | 19 |                  |        |               |
| 1957 | 1.ª  | 10   | 22 | 4  | 7  | 11 | 23 | 41 | 15 | Ronda de 16      |        |               |
| 1958 | 1.ª  | 4    | 22 | 9  | 8  | 5  | 41 | 32 | 26 | Ronda de 16      |        |               |
| 1959 | 1.ª  | 8    | 22 | 8  | 4  | 10 | 29 | 38 | 20 |                  |        |               |
| 1960 | 1.ª  | 15   | 30 | 14 | 5  | 11 | 47 | 37 | 33 | Ronda de 32      |        |               |
| 1961 | 1.ª  | 13   | 32 | 12 | 8  | 12 | 50 | 52 | 32 | Semifinal        |        |               |
| 1962 | 1.ª  | 11   | 32 | 11 | 7  | 14 | 53 | 42 | 29 | Ronda de 32      |        |               |
| 1963 | 1.ª  | 6    | 38 | 14 | 17 | 7  | 45 | 32 | 45 | Ronda de 32      |        |               |
| 1964 | 1.ª  | 11   | 32 | 9  | 9  | 14 | 30 | 35 | 27 | Ronda de 16      |        |               |
| 1965 | 1.ª  | 9    | 32 | 10 | 12 | 10 | 32 | 32 | 32 | Ronda de 32      |        |               |
| 1966 | 1.ª  | 16   | 36 | 10 | 8  | 18 | 35 | 54 | 28 | Ronda de 16      |        |               |
| 1967 | 1.ª  | 19   | 36 | 6  | 9  | 21 | 28 | 63 | 21 | Ronda de 32      |        |               |
| 1968 | 1.ª  | 11   | 38 | 10 | 14 | 14 | 35 | 49 | 34 | Ronda de 32      |        |               |
| 1969 | 1.ª  | 9    | 26 | 6  | 9  | 11 | 21 | 34 | 21 | Ronda de 16      |        |               |
| 1970 | 1.ª  | 14   | 32 | 10 | 7  | 15 | 30 | 40 | 27 | Cuartos de final |        |               |
| 1971 | 1.ª  | 13   | 30 | 8  | 10 | 12 | 29 | 32 | 26 | Cuartos de final |        |               |
| 1972 | 1.ª  | 7    | 30 | 11 | 11 | 8  | 44 | 30 | 33 | Cuartos de final |        |               |
| 1973 | 1.ª  | 11   | 30 | 9  | 12 | 9  | 33 | 35 | 21 | Ronda de 16      |        |               |
| 1974 | 1.ª  | 7    | 30 | 8  | 15 | 7  | 36 | 41 | 31 | Ronda de 16      |        |               |
| 1975 | 1.ª  | 14   | 30 | 7  | 10 | 13 | 27 | 42 | 24 | Ronda de 16      |        |               |
| 1976 | 1.ª  | 13   | 15 | 4  | 5  | 6  | 14 | 15 | 13 |                  |        |               |
| 1976 | 1.ª  | 5    | 15 | 6  | 4  | 5  | 22 | 16 | 16 | Ronda de 16      |        |               |
| 1977 | 1.ª  | 10   | 30 | 8  | 12 | 10 | 34 | 33 | 28 | Semifinal        |        |               |
| 1978 | 1.ª  | 10   | 30 | 9  | 8  | 13 | 31 | 46 | 26 | Cuartos de final |        |               |
| 1979 | 1.ª  | 10   | 34 | 11 | 9  | 14 | 41 | 45 | 30 | Fase de grupos   |        |               |
| 1980 | 1.ª  | 3    | 34 | 16 | 10 | 8  | 51 | 42 | 42 | Fase de grupos   |        |               |
| 1981 | 1.ª  | 15   | 34 | 9  | 10 | 15 | 33 | 43 | 28 | Ronda de 16      |        |               |
| 1982 | 1.ª  | 7    | 34 | 12 | 9  | 13 | 44 | 41 | 33 | Fase de grupos   | UEFA   | Primera ronda |
| 1983 | 1.ª  | 4    | 34 | 15 | 11 | 8  | 42 | 32 | 40 | Semifinal        |        |               |
| 1984 | 1.ª  | 1    | 34 | 19 | 9  | 6  | 60 | 32 | 47 | Subcampeón       |        |               |
| 1985 | 1.ª  | 6    | 34 | 14 | 7  | 13 | 48 | 38 | 35 | Semifinal        |        |               |
| 1986 | 1.ª  | 4    | 30 | 12 | 9  | 9  | 44 | 36 | 33 | Semifinal        | CE     | Segunda ronda |
| 1987 | 1.ª  | 14   | 30 | 7  | 10 | 13 | 25 | 37 | 24 | Ronda de 16      |        |               |
| 1988 | 1.ª  | 6    | 30 | 11 | 9  | 10 | 35 | 34 | 31 | Ronda de 16      | UEFA   | Primera ronda |
| 1989 | 1.ª  | 16   | 30 | 5  | 9  | 16 | 24 | 48 | 19 | Ronda de 16      |        |               |
| 1990 | 2.ª  | 18   | 38 | 8  | 14 | 16 | 35 | 41 | 30 | Ronda de 32      | UEFA   | Segunda ronda |
| 1991 | 2.ª  | 18   | 42 | 11 | 14 | 17 | 44 | 50 | 36 | Ronda de 32      |        |               |

### Rusia
| Temporada | Div. | Pos. | JJ. | G  | E  | P  | GF | GA | PTS | Copa             | Europa | Europa                          | Máximo Anotador (liga)  | Entrenador                  |
| --------- | ---- | ---- | --- | -- | -- | -- | -- | -- | --- | ---------------- | ------ | ------------------------------- | ----------------------- | --------------------------- |
| 1992      | 1a   | 16   | 30  | 10 | 8  | 12 | 39 | 45 | 28  | —                | —      | —                               | Kulik – 13              | Melnikov                    |
| 1993      | 2a   | 2    | 38  | 25 | 8  | 5  | 87 | 33 | 58  | Ronda of 32      | —      | —                               | Kulik – 36              | Melnikov                    |
| 1994      | 2a   | 13   | 42  | 14 | 12 | 16 | 44 | 49 | 40  | Ronda of 64      | —      | —                               | Kulik – 9               | Melnikov                    |
| 1995      | 2a   | 3    | 42  | 24 | 5  | 13 | 68 | 42 | 77  | Ronda of 32      | —      | —                               | Kulik – 19              | Sadyrin                     |
| 1996      | 1a   | 10   | 34  | 13 | 4  | 17 | 32 | 37 | 43  | Ronda of 32      | —      | —                               | Kulik – 11              | Sadyrin                     |
| 1997      | 1a   | 8    | 34  | 13 | 10 | 11 | 28 | 29 | 49  | Semifinal        | —      | —                               | Gorshkov – 5            | Byshovets                   |
| 1998      | 1a   | 5    | 30  | 12 | 11 | 7  | 42 | 25 | 47  | Octavos de final | —      | —                               | Panov – 8 Maksimyuk – 8 | Byshovets Davydov           |
| 1999      | 1a   | 8    | 30  | 9  | 12 | 9  | 36 | 34 | 39  | CAMPEÓN          | —      | —                               | Popovich – 7            | Davydov                     |
| 2000      | 1a   | 7    | 30  | 13 | 8  | 9  | 38 | 26 | 47  | Ronda of 32      | UC IC  | 1st ronda Subcampeón            | Popovich – 10           | Davydov Morozov             |
| 2001      | 1a   | 3    | 30  | 16 | 8  | 6  | 52 | 35 | 56  | Ronda of 32      | —      | —                               | Popovich – 7            | Morozov                     |
| 2002      | 1a   | 10   | 30  | 8  | 9  | 13 | 36 | 42 | 33  | Subcampeón       | —      | —                               | Kerzhakov – 14          | Morozov Biryukov Rappoport  |
| 2003      | 1a   | 2    | 30  | 16 | 8  | 6  | 48 | 32 | 56  | Octavos de final | UC     | 1st ronda                       | Kerzhakov – 13          | Petržela                    |
| 2004      | 1a   | 4    | 30  | 17 | 5  | 8  | 55 | 37 | 56  | Octavos de final | —      | —                               | Kerzhakov – 18          | Petržela                    |
| 2005      | 1a   | 6    | 30  | 13 | 10 | 7  | 45 | 26 | 49  | Semifinales      | UC     | Fase de grupos                  | Arshavin – 9            | Petržela                    |
| 2006      | 1a   | 4    | 30  | 13 | 11 | 6  | 42 | 30 | 50  | Semifinales      | UC     | Cuartos de final                | Arshavin – 7            | Petržela Borovička Advocaat |
| 2007      | 1a   | 1    | 30  | 18 | 7  | 5  | 53 | 32 | 61  | Cuartos de final | —      | —                               | Pogrebnyak – 11         | Advocaat                    |
| 2008      | 1a   | 5    | 30  | 12 | 12 | 6  | 59 | 37 | 48  | Cuartos de final | UC     | CAMPEÓN                         | Tekke – 8               | Advocaat                    |
| 2009      | 1a   | 3    | 30  | 15 | 9  | 6  | 48 | 27 | 54  | Ronda of 32      | UCL UC | Fase de grupos Octavos de final | Tekke – 8               | Advocaat Davydov            |
| 2010      | 1a   | 1    | 30  | 20 | 8  | 2  | 61 | 21 | 68  | CAMPEÓN          | EL     | Play-off ronda                  | Kerzhakov – 13          | Spalletti                   |
| 2011–12   | 1a   | 1    | 44  | 24 | 16 | 4  | 85 | 40 | 88  | Cuartos de final | UCL    | Octavos de final                | Kerzhakov – 23          | Spalletti                   |
| 2012–13   | 1a   | 2    | 30  | 18 | 8  | 4  | 52 | 25 | 62  | Semifinales      | UCL EL | Fase de grupos Octavos de final | Kerzhakov – 10          | Spalletti                   |
| 2013–14   | 1a   | 2    | 30  | 19 | 6  | 5  | 63 | 32 | 63  | Fifth Ronda      | UCL    | Octavos de final                | Hulk – 17               | Spalletti Semak Villas-Boas |
| 2014–15   | 1a   | 1    | 30  | 20 | 7  | 3  | 58 | 17 | 67  | Octavos de final | UCL EL | Fase de grupos Cuartos de final | Hulk – 15               | Villas-Boas                 |
| 2015–16   | 1a   | 3    | 30  | 17 | 8  | 5  | 61 | 32 | 59  | CAMPEÓN          | UCL    | Octavos de final                | Hulk – 17               | Villas-Boas                 |
| 2016–17   | 1a   | 3    | 30  | 18 | 7  | 5  | 50 | 19 | 61  | Octavos de final | EL     | Ronda of 32                     | Dzyuba – 13             | Lucescu                     |
| 2017–18   | 1a   | 5    | 30  | 14 | 11 | 5  | 46 | 21 | 53  | Ronda of 32      | EL     | Octavos de final                | Kokorin – 10            | Mancini                     |
| 2018–19   | 1a   | 1    | 30  | 20 | 4  | 6  | 57 | 29 | 64  | Octavos de final | EL     | Octavos de final                | Driussi – 11            | Semak                       |
| 2019–20   | 1a   | 1    | 30  | 22 | 6  | 2  | 65 | 18 | 72  | CAMPEÓN          | UCL    | Fase de grupos                  | Azmoun – 17 Dzyuba – 17 | Semak                       |
| 2020–21   | 1a   | 1    | 30  | 19 | 8  | 3  | 76 | 26 | 65  | Octavos de final | UCL    | Fase de grupos                  | Dzyuba – 20             | Semak                       |
| 2021–22   | 1a   |      |     |    |    |    |    |    | ?   | ?                | UCL    | Fase de grupos                  | ?                       | Semak                       |

## Entrenadores

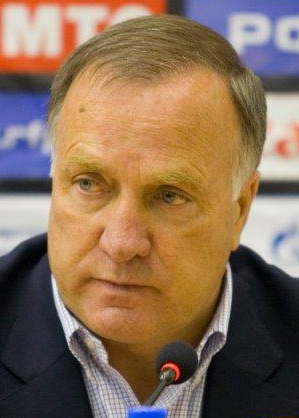
Dick Advocaat 2006-2009.

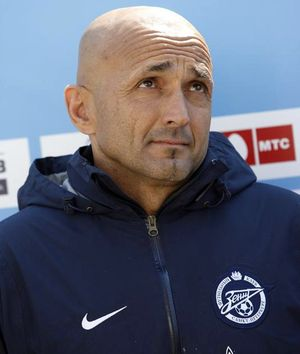
Luciano Spalletti 2009-2014.

| Nombre              | Período     |
| ------------------- | ----------- |
| Pyotr Filippov      | 1936 – 1937 |
| Mijaíl Yudenich     | 1938 – 1939 |
| Konstantin Egorov   | 1938 – 1939 |
| Pyotr Filippov      | 1940        |
| Konstantin Lemeshev | 1941 – 1945 |
| Mijaíl Butusov      | 1946        |
| Ivan Talanov        | 1946 – 1948 |
| Konstantin Lemeshev | 1948 – 1950 |
| Georgiy Lasin       | 1950 – 1951 |
| Vladimir Lemeshev   | 1952 – 1954 |
| Nikolay Lyukshinov  | 1954 – 1955 |
| Arkadiy Alov        | 1956 – 1957 |
| Georgiy Zharkov     | 1957 – 1960 |
| Gennadiy Bondarenko | 1960        |
| Evgeniy Eliseev     | 1961 – 1964 |
| Valentin Fedorov    | 1964 – 1966 |
| Arkadiy Alov        | 1967        |
| Artem Falyan        | 1968 – 1970 |
| Yevgeniy Goryanskiy | 1970 – 1972 |
| German Zonin        | 1973 – 1977 |
| Yuri Morozov        | 1977 – 1982 |
| Pavel Sadyrin       | 1983 – 1986 |
| Vladimir Golubev    | 1987        |
| Stanislav Zavidonov | 1988 – 1989 |

| Nombre                        | Período       |
| ----------------------------- | ------------- |
| Vladimir Golubev              | 1989          |
| Anatoliy Konkov               | 1990          |
| Vyacheslav Bulavin            | 1990          |
| Yuri Morozov                  | 1991          |
| Vyacheslav Melnikov           | 1992 – 1994   |
| Pavel Sadyrin                 | 1995 – 1996   |
| Anatoli Býshovets             | 1997 – 1998   |
| Anatoli Davydov               | 1998 – 2000   |
| Yuri Morozov                  | 2000 – 2002   |
| Mijaíl Biriukov               | 2002          |
| Boris Rappoport               | 2002          |
| Vlastimil Petržela            | 2003 – 2006   |
| Vladimír Borovička (Interino) | 2006          |
| Dick Advocaat                 | 2006 – 2009   |
| Anatoli Davydov               | 2009          |
| Luciano Spalletti             | 2009 – 2014   |
| Sergei Semak (Interino)       | 2014          |
| André Villas-Boas             | 2014–2016     |
| Mircea Lucescu                | 2016–2017     |
| Roberto Mancini               | 2017–2018     |
| Sergei Semak                  | 2018-presente |

## Presidentes
| Name               | Period    |
| ------------------ | --------- |
| Vladislav Gusev    | 1990–1992 |
| Leonid Tufrin      | 1992–1994 |
| Vitaly Mutko       | 1995–2003 |
| David Traktovenko  | 2003–2005 |
| Sergey Fursenko    | 2006–2008 |
| Alexander Dyukov   | 2008–2017 |
| Sergey Fursenko    | 2017–2019 |
| Alexander Medvedev | 2019–     |

## Zenit en el fútbol Europeo
Al 17 de Septiembre de 2021

### Por competencia
| Competencia                                               | JJ  | G  | E  | P  | GF  | GC  | DIF | %GANADOR |
| --------------------------------------------------------- | --- | -- | -- | -- | --- | --- | --- | -------- |
| Liga de Campeones de la UEFA / Copa de Europa             | 70  | 29 | 13 | 28 | 88  | 86  | +2  | 41.42    |
| Liga Europa de la UEFA / Copa de la UEFA / Copa de Ferias | 116 | 60 | 20 | 36 | 206 | 140 | +66 | 51.72    |
| Supercopa de la UEFA                                      | 1   | 1  | 0  | 0  | 2   | 1   | +1  | 100.00   |
| Copa Intertoto                                            | 8   | 6  | 1  | 1  | 17  | 7   | +10 | 75.00    |
| Total                                                     | 195 | 96 | 34 | 65 | 314 | 233 | +81 | 49.23    |